# Ali Gua Gua
Ali "Gua Gua" (Veracruz, 1974), también conocida con el nombre de pila de Ali Gardoqui de la Reguera o Dj Guaguis, es una cantante, compositora, productora, baterista y guitarrista mexicana. Se ha desenvuelto interpretando varios géneros como el rock, el punk, el hip hop y la cumbia. Es reconocida por haber sido guitarrista de la banda mexicana Las Ultrasónicas. Es la hermana mayor de la actriz Ana de la Reguera.

## Trayectoria
Desde joven, comenzó a escribir reseñas de música y películas en publicaciones veracruzanas. Posteriormente, se trasladó a la Ciudad de México. Participó en el rodaje de la película Dama de Noche, y luego se presentó a estudiar en el Centro de Capacitación Cinematográfica.
Ha sido integrante de varias bandas como Las Ultrasónicas, Afrodita en México y Kumbia Queers en Argentina, aunque anteriormente ya había tocado en pequeñas bandas. Con estos proyectos se ha presentado tres ocasiones en el Festival Vive Latino.

## Colaboraciones
Ha colaborado en varias producciones con las cantantes Miss Bolivia y Rebeca Lane.

### Las Ultrasónicas
- Yo fui una adolescente terrosatánica, 2001
- Oh si, más más, 2002
- Corazón rocker, 2007

### Kumbia Queers
- Kumbia nena!, 2007
- La gran estafa del tropipunk, 2010
- Pecados Tropicales, 2012

Solista
- Forever Alone, 2014